# Jacek Mickiewicz
Jacek Mickiewicz (Dzierżoniów, Voivodat de Baixa Silèsia, 17 d'abril de 1970) va ser un ciclista polonès, professional del 1995 al 2004. En el seu palmarès destaca el Campionat nacional en ruta de 1994. Va participar als Jocs Olímpics d'Estiu de 1992.

## Palmarès
- 1991
  - Vencedor d'una etapa a la Cursa de la Pau
- 1992
  - Vencedor d'una etapa a la Milk Race
  - Vencedor d'una etapa a la Volta a la Baixa Saxònia
- 1993
  - Vencedor d'una etapa a la Milk Race
- 1994
  -  Campió de Polònia en ruta
  - Vencedor d'una etapa a la Volta a Polònia
- 1995
- Vencedor d'una etapa a la Volta a Baviera
- 1996
  - Vencedor d'una etapa a la Cursa de la Pau
  - Vencedor d'una etapa a la Cursa de la Solidaritat Olímpica
- 1997
  - Vencedor de 2 etapes a la Cursa de la Pau
  - Vencedor d'una etapa a la Volta a Dinamarca
  - Vencedor de 3 etapes a la Cursa de la Solidaritat Olímpica
  - Vencedor de 2 etapes al Tour de Normandia
- 1998
  - Vencedor d'una etapa al Gran Premi Internacional Telecom
  - Vencedor d'una etapa al Tour de Valclusa
- 2000
  - 1r al Memorial Henryk Łasak
  - Vencedor d'una etapa a la Volta al Japó
  - Vencedor de 3 etapes al Bałtyk-Karkonosze Tour
- 2001
  - Vencedor d'una etapa al Bałtyk-Karkonosze Tour
- 2002
  - 1r a la Dookoła Mazowsza i vencedor de 2 etapes
  - Vencedor de 2 etapes a la Szlakiem Grodów Piastowskich
  - Vencedor d'una etapa a la Cursa de la Pau
  - Vencedor de 2 etapes a la Cursa de la Solidaritat Olímpica